# 서울교육대학교
서울교육대학교(서울敎育大學校, Seoul National University of Education, 약칭 서울교대 또는 교대)는 대한민국의 교육대학으로 서울특별시 권역을 담당하고 있다.  1946년 구 경기고등학교 구내 경기공립사범학교로 개교하였다. 1962년 서울대학교부속 교육대학(2년제)이 되었으나, 1963년에 현재와 같은 대학 형태로 분리되었고 1981년 3월 4년제 교육대학으로 개편되었다. 1985년 서울교육대학교 부설초등학교를 개교했다. 서울특별시 서초구 소재로 강남권의 흔치 않은 대학교 중 하나이다.

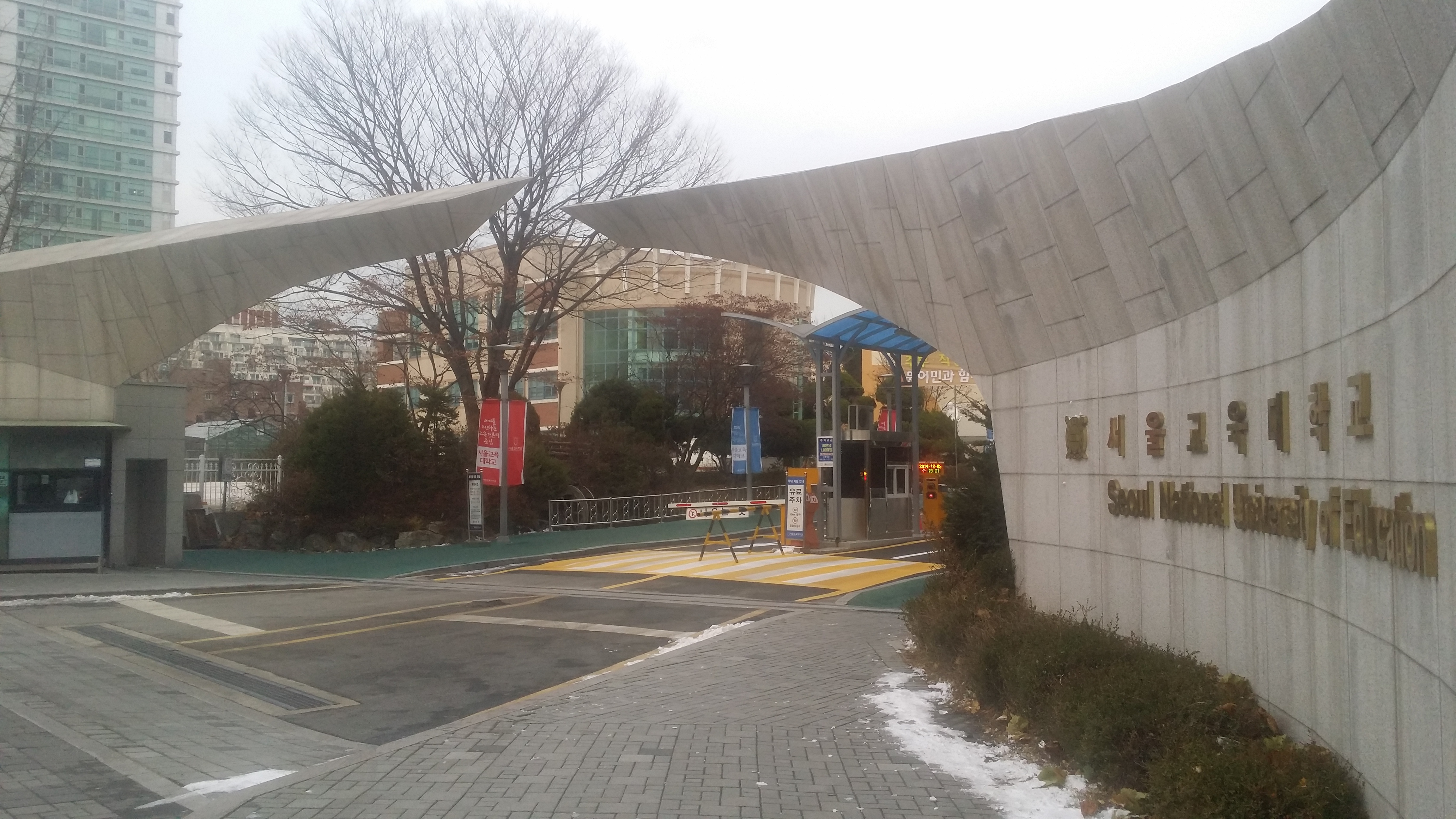
서울교육대학교 후문

## 연혁
- 1946년 - 경기공립사범학교로 설립
- 1949년 - 국립서울사범학교로 개칭
- 1953년 - 서울사범부속초등학교를 설립
- 1962년 - 서울대학교병설 교육대학으로 승격·개편, 초대학장에 조재호 취임
- 1963년 - 국립학교설치령 개정에 의해 서울대학교에서 분리하여 서울교육대학으로 개편
- 1981년 - 교육법 중 개정법률에 의해 2년제 대학에서 4년제 대학으로 승격
- 1993년 - 국립학교 설치령 개정에 의거하여 서울교육대학교로 명칭을 변경
- 1996년 - 교육대학원(석사과정) 설치
- 2013년 - 교육전문대학원(박사과정) 설치

## 개설 심화과정
서울교육대학교 모든 학부생은 초등교육학과에 속한다. 다만 초등교사의 전문성을 높이기 위하여 학기당 4학점가량 심화과정을 이수한다. 총 13개 심화과정이 설치되어 있다.
| - 윤리교육과 - 국어교육과 - 사회과교육과 - 수학교육과 | - 과학교육과 - 체육교육과 - 음악교육과 | - 미술교육과 - 생활과학교육과 - 초등교육과 | - 영어교육과 - 컴퓨터교육과 - 유아·특수교육과 |

## 부설 기관
| - 교육전문대학원 - 과학영재교육원 - 평생교육원 - 국제어학교육원 | - 산학협력단 - 교육연수원 - 방과후학교지원센터 - 온라인초등교육지원센터 | - 원격교육연구원 - 초등교육연구원 - 미디어센터 | - 테솔교육원 - 실용영어능력강화교육센터 - 국제교류센터 |

- 서울교육대학교 부설초등학교

## 캠퍼스 내 건물

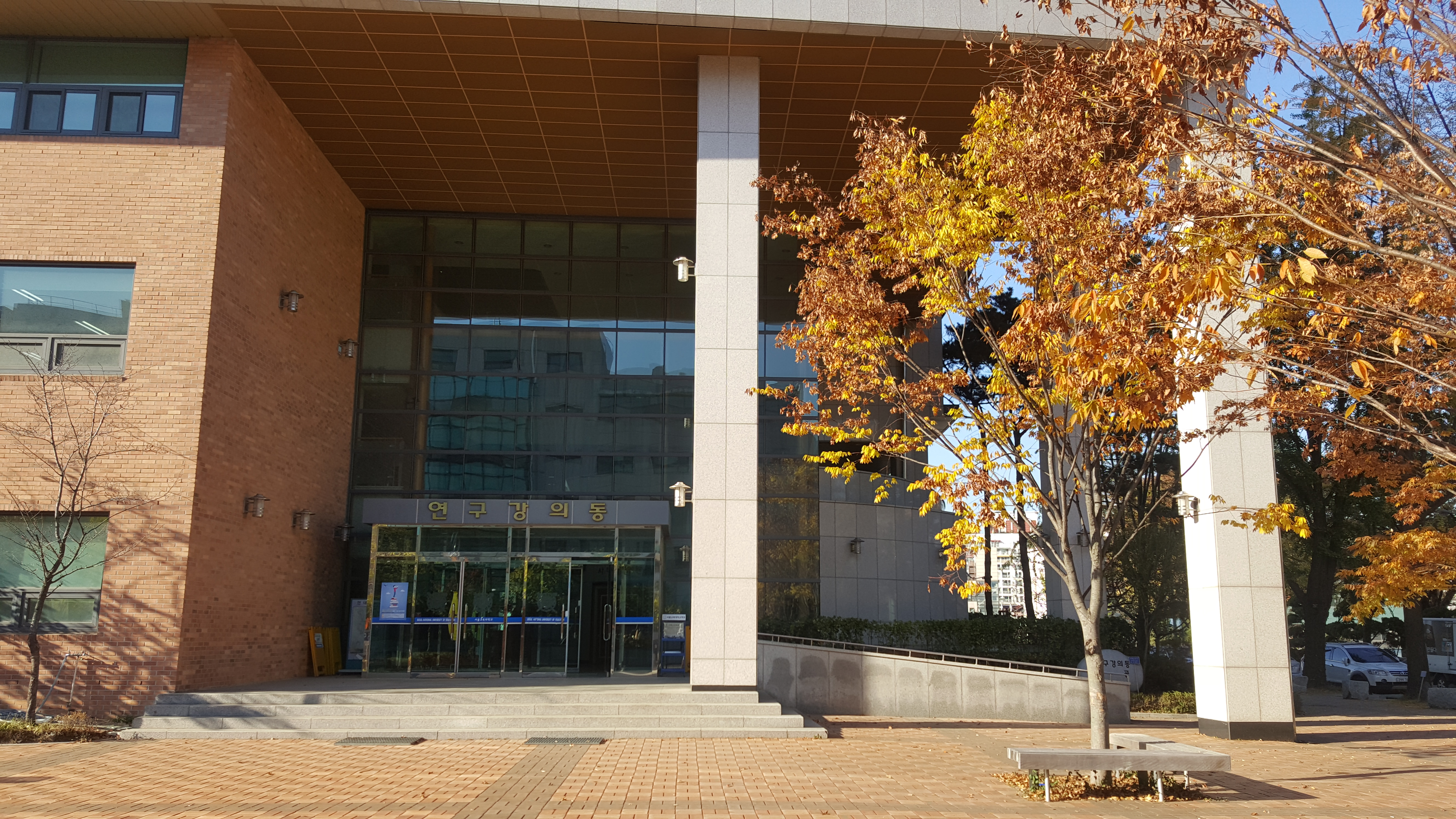
연구강의동

- 서울교육대학교 부설초등학교
- 대학본부
- 전산교육관
- 인문관
- 서록 1관
- 서록 2관
- 음악관
- 제 1 미술관
- 제 2 미술관
- 사향융합체육관
- 학군단동
- 에듀웰센터
- 대학원동
- 학생회관
- 평생교육 1관
- 평생교육 2관
- 연구강의동

- 도서관

## 교육전문대학원
1996년 3월 5일 개원하였다. 석사과정은 학기중 5학기 야간제로 운영되며, 박사과정은 6학기 주간제를 원칙으로 운영중이다.
| 석·박사과정 - 초등윤리교육 - 초등사회과교육 - 초등수학교육 - 초등과학교육 - 초등체육교육 - 초등영어교육 | 박사과정 - 학교심리와 상담교육 - 교육정책 및 리더쉽 | 석사과정 - 초등국어교육 - 초등음악교육 - 초등미술교육 - 초등생활과학교육 - 초등컴퓨터교육 - 초등교육과정 - 초등교육행정 - 유아교육 - 초등교육심리 - 초등상담교육 - 초등특수교육 - 초등통일교육 - 초등환경교육 - 초등발명교육 - 교육연극 - 박물관미술관교육 - 초등영재교육 - 다문화교육 - 국제사회문화교육 |

## 국제교류
현재 13개국 34개 대학과 자매결연을 맺고 학생교환 등의 프로그램을 추진하고 있다.(2014.04.01 기준)
- 미국 웨스트체스터대학(1993.12.11)
- 미국 미네소타대학 트윈시티 캠퍼스(2010.10.29)
- 미국 위스콘신대학(2011.05.25)
- 미국 노던콜로라도대학교(2013.06.19)
- 일본 효고교육대학(1991.03.29)
- 일본 동경학예대학(2003.10.02)
- 일본 오사카교육대학(2005.07.20)
- 일본 훗카이도교육대학교(2009.06.29)
- 일본 류큐대학 교육학부(2011.02.09)
- 중국 북경사범대학(1994.02.22)
- 중국 천진사범대학(1998.12.05)
- 중국 해남사범대학(2007.01.16)
- 중국 동북사범대학(2007.03.24)
- 중국 중남재경정법대학(2012.06.12)
- 중국 무한이공대학(2012.06.13)
- 중국 상해한국학교(2013.01.14)
- 중국 선양한국국제학교(2013.09.23)
- 대만 대북교육대학(2004.02.06)
- 대만 대중교육대학(2012.01.05)
- 우즈베키스탄 세계언어대학(2006.11.06)
- 우즈베키스탄 국립나보이교육대학(2009.09.24)
- 우즈베키스탄 타슈겐트 니자미 사범대학(2012.02.23)
- 러시아 모스크바대학(1994.07.11)
- 러시아 우수리스크 사범대학(2006.12.04)
- 러시아 이르쿠츠크국립대학(2012.06.13)
- 필리핀 쎄이비어 대학(2006.08.22)
- 필리핀 마닐라대학(2011.06.13)
- 독일 칼스루헤 대학(1994.07.14)
- 베트남 하노이교육대학(2005.06.14)
- 헝가리 외트뵈시 로란트 대학교(2006.03.13)
- 영국 에섹스 대학(2006.09.20)
- 영국 치체스터대학교(2013.07.17)
- 싱가폴 싱가폴교육대학(2010.11.01)
- 몽골 몽골국립교육대학교(2008.07.04)

## 학교 상징
서울교대를 상징하는 교화인 수수꽃다리과 교목인 느티나무, 교수인 사슴은 대학이 성동구 행당동 터에서 현재의 서초동으로 이전하던 해인 1977년 10월 제12회 사향축제를 기하여 제정되었다. 당시 박재규 학장의 발의에 따라 과학교육과 및 실업교육과 교수들이 추천한 30여종의 동식물들을 대상으로 교수와 학생들이 투표로서 결정하였다.
- 교훈: 내 힘으로 한 마음으로
- 교화: 수수꽃다리는 여러 개의 꽃이 어우러져 하나의 형체로 제 빛을 발할 수 있는데, 이는 사향인의 단결을 의미한다.

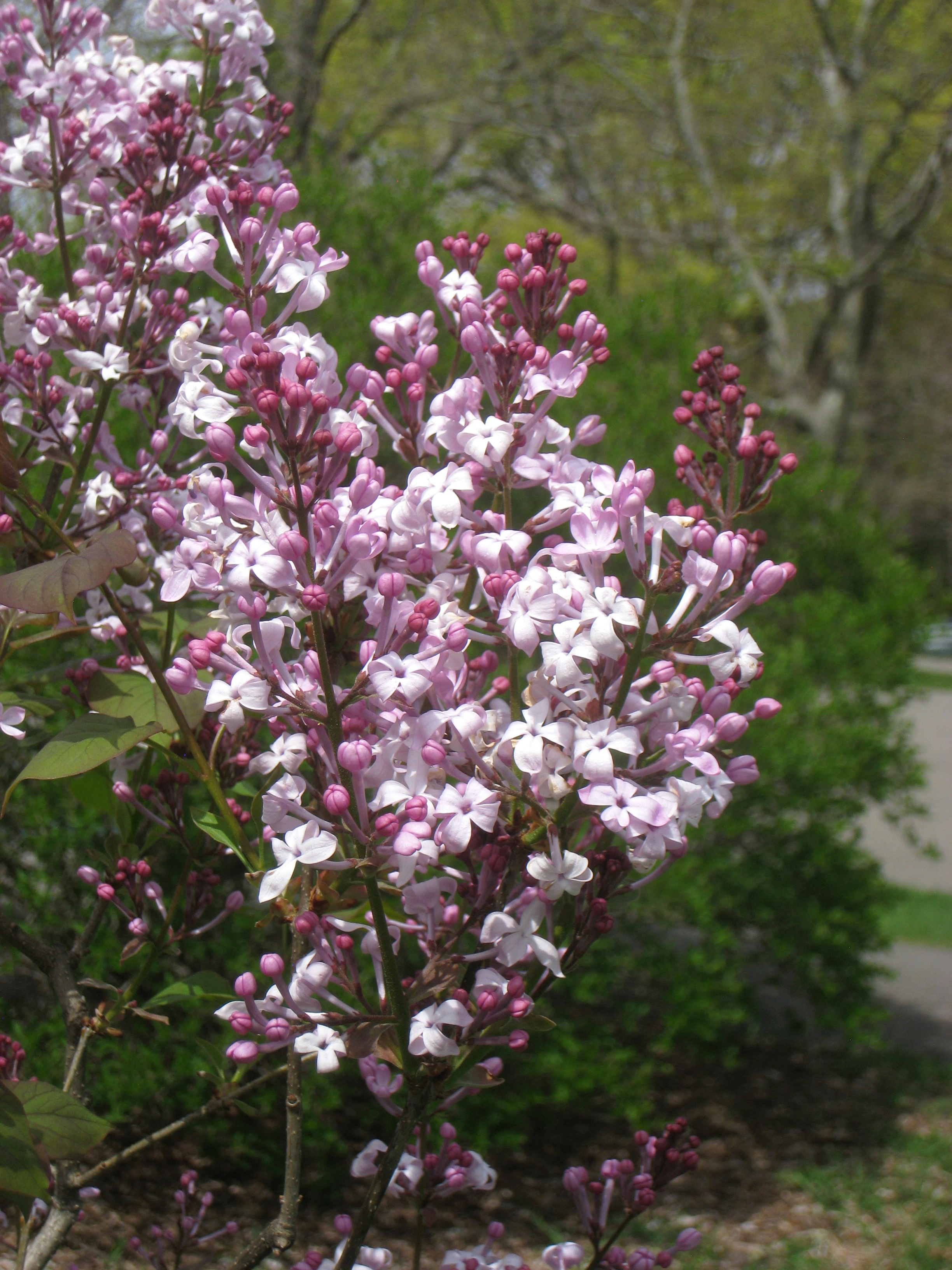
수수꽃다리

- 교목: 교목인 느티나무는 한반도 어디에서나 볼 수 있고 잘 자라는 낙엽교목으로 수령이 몇 백 년을 헤아리는 노령수목이 많다. 생육이 왕성하므로 서울교대와 사향인의 줄기찬 발전을 상징한다.

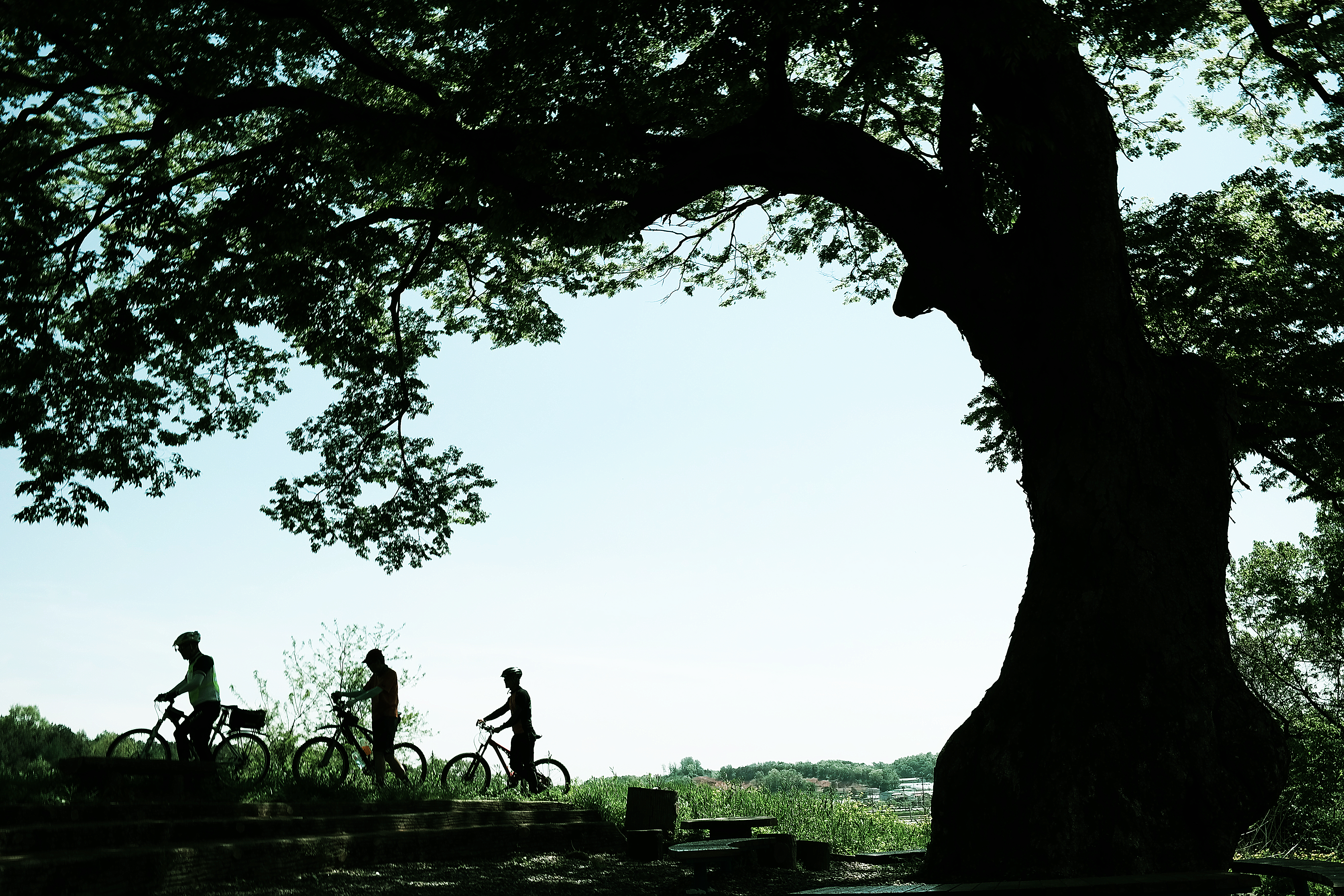
느티나무

- 교수: 교수인 사슴은 동양인의 의식 속에 큰 비중을 차지하고 있는 십장생의 하나로서 군집 생활을 하며 수명이 길고 온화한 성품을 지니고 있다. 고귀하면서도 숭고해보이는 자태가 교사상을 상징한다고 한다. 대학 본관 앞의 사슴 동상은 1978년 1월에 세워졌는데 당시 미술교육과 엄태정 교수(전 서울대 미대 교수)가 조각하였다.

## 같이 보기
- 대한민국의 국립 대학 목록
- 대한민국의 대학 목록
- 대한민국의 교육